# Ritzendorf (Gemeinde St. Veit an der Glan)
Ritzendorf ist eine Ortschaft in der Gemeinde Sankt Veit an der Glan im Bezirk Sankt Veit an der Glan in Kärnten, in Österreich. Die Ortschaft hat 12 Einwohner (Stand 1. Jänner 2024). Sie liegt auf dem Gebiet der Katastralgemeinde Sankt Donat.

## Lage

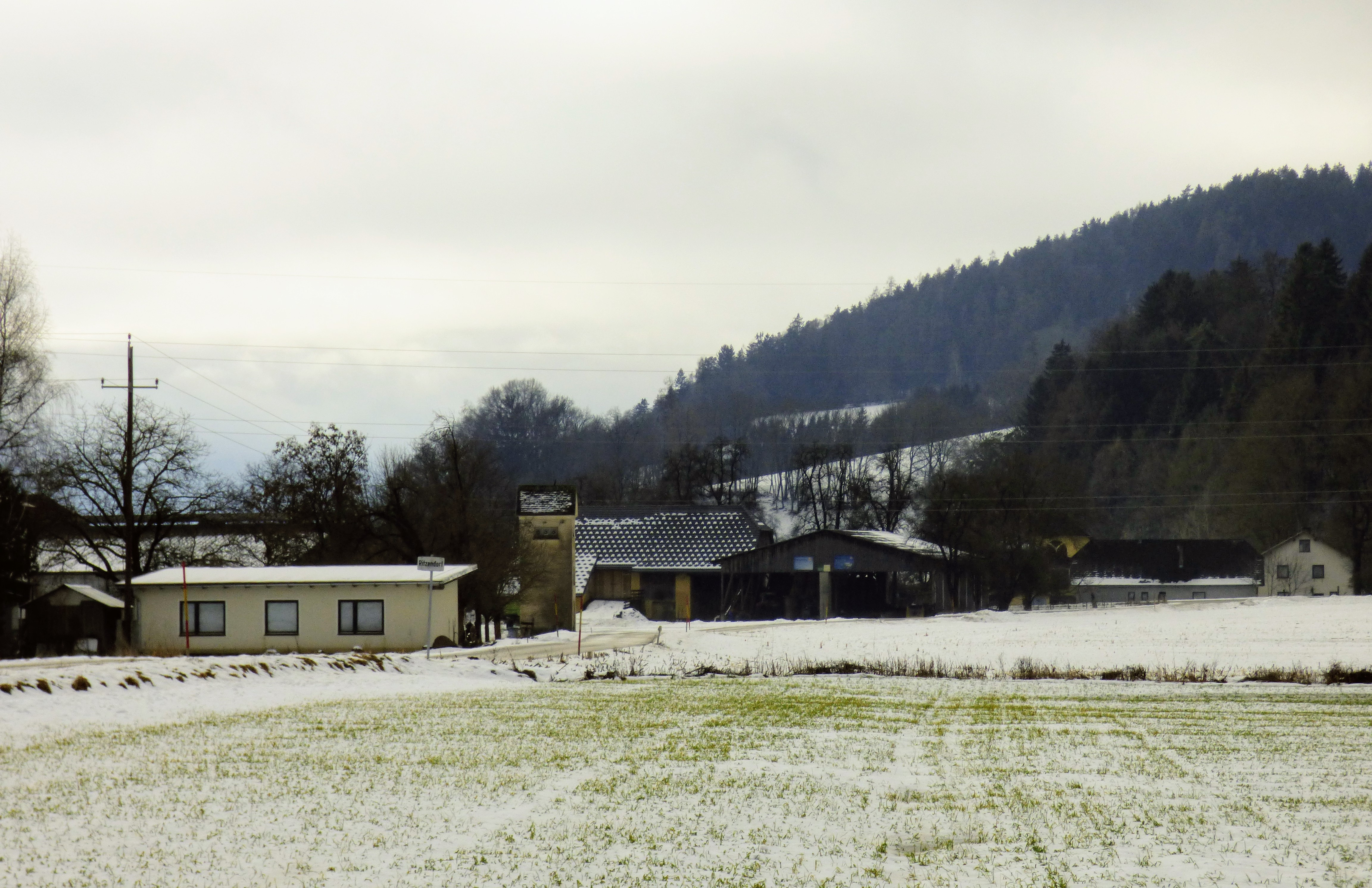
Ritzendorf von Norden

Die Ortschaft liegt im Süden des Bezirks Sankt Veit an der Glan, am Zollfeld rechtsseitig der Glan, südwestlich des Industrieparks Blintendorf.

## Geschichte
In der Steuergemeinde Sankt Donat liegend, gehörte der Ort in der ersten Hälfte des 19. Jahrhunderts zum Steuerbezirk Osterwitz. Bei Bildung der Ortsgemeinden im Zuge der Reformen nach der Revolution 1848/49 kam Ritzendorf an die Gemeinde St. Georgen am Längsee, 1895 an die damals neu gegründete Gemeinde St. Donat. 1958 kam Ritzendorf an die Gemeinde Sankt Veit an der Glan.

## Bevölkerungsentwicklung
Für die Ortschaft zählte man folgende Einwohnerzahlen:
- 1869: 3 Häuser, 20 Einwohner[3]
- 1880: 4 Häuser, 32 Einwohner[4]
- 1890: 3 Häuser, 28 Einwohner[5]
- 1900: 3 Häuser, 23 Einwohner[6]
- 1910: 3 Häuser, 21 Einwohner[7]
- 1923: 3 Häuser, 28 Einwohner[8]
- 1934: 26 Einwohner[9]
- 1961: 3 Häuser, 13 Einwohner[10]
- 2001: 6 Gebäude (davon 5 mit Hauptwohnsitz) mit 6 Wohnungen; 12 Einwohner und 0 Nebenwohnsitzfälle; 6 Haushalte; 0 Arbeitsstätten, 2 land- und forstwirtschaftliche Betriebe[11]
- 2011: 6 Gebäude, 20 Einwohner, 6 Haushalte, 0 Arbeitsstätten[12]
- 2021: 6 Gebäude, 14 Einwohner, 6 Haushalte, 4 Arbeitsstätten[13]